# Филипповка (приток Чепцы)
Филипповка — река в России, левый приток Чепцы (бассейн Волги). Протекает в Кумёнском и Кирово-Чепецком районах Кировской области. Устье реки находится в 48 км по левому берегу Чепцы. Длина реки составляет 78 км, площадь бассейна — 662 км².
Исток реки в 3 км к юго-востоку от деревни Верхобыстрица. Исток находится на водоразделе бассейнов Чепцы и Вои.
Река течёт на север, верхнее течение проходит по Кумёнскому району, среднее и нижнее по Кирово-Чепецкому району. Русло чрезвычайно извилистое, особенно в низовьях, где река образует многочисленные меандры, протоки и старицы. Крупнейшие населённые пункты на реке — сёла Филиппово и Каринка, помимо них река протекает деревни Косолапы, Толоконники, Сосновцы, Воронцы, Бельтюки, Краюхи, Мокрецы, Шухарды, Сунцы, Бегичи, Дуденево, Свиногор, Башланы, Коршуниха. Чуть ниже последней река впадает в Чепцу. Ширина реки в среднем и нижнем течении — 20-40 метров, скорость течения — 0,3 м/с.

## Притоки
- 2,5 км: река Петелиха (пр)
- река Бахтиярка (лв)
- река Бутырка (лв)
- 17 км: река Пыжа (пр)
- 25 км: река Сырчанка (лв)
- 32 км: река Федька (в водном реестре — без названия, лв)
- 44 км: река Тихоновка (в водном реестре — без названия, лв)
- река Хмелевка (лв)
- 55 км: река Каринка (в водном реестре — без названия, пр)

## Данные водного реестра
По данным государственного водного реестра России относится к Камскому бассейновому округу, водохозяйственный участок реки — Чепца от истока до устья, речной подбассейн реки Вятка. Речной бассейн реки — Кама.